# 노땐쓰
노땐쓰(Nodance)는 대한민국의 음악 프로젝트 그룹이다. 가수이자 작곡가, 프로듀서인 신해철·윤상이 결성했고, 테크노 & 일렉트로니카 장르의 음악을 집중적으로 작업하여 1996년 발표한 첫 앨범에서 선보였다.

## 음악 활동
원래 1992년경에 신해철과 윤상 두 사람 사이에는 작업을 같이 하자는 얘기가 오고 갔었는데, 계속 미뤄지다가 윤상의 제대와 함께 앨범작업을 시작했다. 'NODANCE'라는 팀명처럼 이 그룹은 테크노음악이 90년대 당시 국내 가요시장에서 댄스음악의 대량복제에 쓰여온 왜곡된 현실을 바로잡고, 테크노음악으로도 얼마든지 실험적인 음악을 할 수 있다는 것을 보여주려 했다.
1996년 첫 앨범 《골든힛트》를 발매하고 한 인터뷰에서 신해철은 "국내 테크노 댄스곡 중 많은 노래들이 창조적이지 않고 CD샘플러의 음을 조합한 것"이라 지적하고 감상용 음악을 제시한 것이라 밝혔고, 윤상도 "테크노음악을 기초로 해서 '테크노 발라드'라 불릴만한 전자음의 서정적 매력을 선보였다"라고 밝혔다.
2010년 신해철과 윤상은 게임 《아키에이지》 음악제작에 참여했다.
특히 노땐스의 수록곡, 달리기는 2002년 S.E.S를 통해 리메이크되며 히트했고 2015년 옥상달빛을 통해 다시 리메이크되며 젊은층에게도 많이 알려졌다.

## 디스코그라피
- 골든힛트 (1996)

## 관련 기사
1. ↑  오광수 (1996년 10월 2일). “합작음반 낸 윤상·신해철 너무 다른 두 빛깔'즐거운실험'”. 경향신문.
2. ↑  허엽 (1996년 10월 4일). “신해철 윤상 "댄스곡 NO,전자음악 YES"”. 동아일보.
3. ↑  세계일보 (2010년 9월 18일). “'아키에이지', 윤상·신해철과 손잡다”. 세계일보.